# Litopterna
A Litopterna az emlősök (Mammalia) osztályának egyik fosszilis rendje.

## Tudnivalók
A Litopterna (jelentése: „egyszerű bokák”) dél-amerikai, kainozoikum földtörténeti idői patás rend volt. Köztük háromujjú és akár lószerű egyujjú patások is voltak.
Ez a kizárólagosan dél-amerikai patás rend, a kainozoikum első felében nagy fajgazdagságot mutatott. A pleisztocén felé haladva a fajok száma egyre csökkent, míg az utolsó képviselő is kihalt. Az első Litopterna-fajok az őspatásokhoz (Condylarthra) hasonlítottak, oly nagyon, hogy a tudósok, akik elsőként tanulmányozták őket, úgy vélték, hogy a Litopterna-fajok a Dél-Amerikában elszigetelődött őspatások leszármazottjai. De manapság egyre több őslénykutató szerint a Litopterna-fajok és rokonaik, a Meridiungulata öregrend többi tagja, független az őspatások csoportjától; szóval nincs semmi közelebbi rokonság a két csoport között, és nem egyébről van szó, mint a konvergens evolúcióról, amely olyan folyamat, melynek során egymáshoz nem kapcsolódó fejlődési vonalakon hasonló biológiai jellegzetességek alakulnak ki. E rend legfiatalabb és legtovább élő neme, a Macrauchenia, amely a késő miocén korszakban jelent meg és a késő pleisztocén korszakban halt ki; szintén ez a nem volt az egyetlen Litopterna, amely sikeresen túlélte az úgynevezett nagy amerikai faunacserét.
Ez a rend, mint a Notoungulata és a Pyrotheria rendek is, szépen bemutatják a világtól elszigetelődött konvergens evolúciót. Mint Ausztrália, Dél-Amerika is elszigetelődött a világtól, amikor Gondwana őskontinens széttörött. A „magányos időszak” idején számos állatfaj, olyan ökológiai fülkét töltött be, mint más kontinenseken egyéb állatok; pl. Dél-Amerikában, a Litopterna-fajok a bokorevő és legelő tevefélék és lófélék helyét töltötték be.

## Rendszerezés
A rendbe az alábbi öregcsaládok és családok tartoztak (ebben a rendben csak dél-amerikai állatok vannak):
- Protolipternidae - incertae sedis
- Macrauchenioidea
  - Macraucheniidae
  - Notonychopidae
  - Adianthidae
- Proterotherioidea
  - Proterotheriidae

### Fordítás
- Ez a szócikk részben vagy egészben  a   Litopterna című angol Wikipédia-szócikk ezen változatának fordításán alapul.  Az eredeti cikk szerkesztőit annak laptörténete sorolja fel. Ez a jelzés csupán a megfogalmazás eredetét és a szerzői jogokat jelzi, nem szolgál a cikkben szereplő információk forrásmegjelöléseként.